# Gmina Perry (hrabstwo Buchanan)

Położenie Gminy Perry w hrabstwie Buchanan

Gmina Perry (ang. Perry Township) – gmina w USA, w stanie Iowa, w hrabstwie Buchanan. Według danych z 2000 roku gmina miała 3044 mieszkańców.